# Kigoshi Yasutsuna

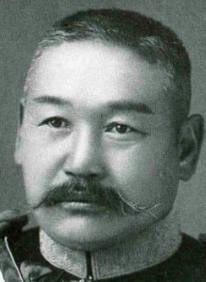
Kigoshi Yasutsuna

Kigoshi Yasutsuna (jap. 木越 安綱; * 22. April 1854 in Kanazawa, Provinz Kaga; † 26. März 1932 in Nakano, Landkreis Toyotama, Tokio) war ein Generalleutnant des Kaiserlich Japanischen Heeres und Heeresminister.

## Leben
Kigoshi Yasutsuna wurde als ältester Sohn in eine Samuraifamilie des Kaga-han, dem heutigen Kanazawa in der Präfektur Ishikawa, geboren. Im Jahr 1875 kämpfte er, noch Schüler der ersten Klasse der Heeresoffizierschule, auf Seiten der kaisertreuen Truppen bei der Niederschlagung der Satsuma-Rebellion mit. 1883 wurde er als Militärattaché in das Deutsche Reich geschickt, um sich dort zusätzlich ausbilden zu lassen. Nach seiner Rückkehr nach Japan diente er im Ersten Japanisch-Chinesischen Krieg als Stabschef der 3. Division. Nach dem Krieg folgte 1898 die Beförderung zum Generalmajor und die Versetzung auf den Posten des Stabschefs der Taiwan-Armee. 1901 und 1902 diente er im Heeresgeneralstab und im später ausbrechenden Russisch-Japanischen Krieg erhielt er ein Feldkommando, als er die 23. Infanteriebrigade führte, die sich in der Schlacht von Sandepu besonders auszeichnete.
Nach dem Krieg diente er im Stab zunächst in der Kwantung-Armee, die in dem von Russland übernommenen Pachtgebiet Kwantung aufgestellt worden war und später nacheinander als Befehlshaber der 1., 5. und 6. Division. 1907 wurde er nach dem japanischen Adelssystem des Kazoku in den Rang eines Danshaku erhoben. Im selben Jahr erfolgte seine Beförderung zum Generalleutnant. Am 21. Dezember berief der Premierminister Katsura Tarō Kigoshi ihn in seinem dritten Kabinett zum Heeresminister. Diesen Posten bekleidete er ebenfalls unter dem ersten Kabinett Yamamoto. Während seiner Amtszeit wurde das Gesetz Gumbu daijin gen'eki bukan sei (軍部大臣現役武官制) verabschiedet, das besagte, dass der Heeresminister, der bereits ein aktiver oder ehemaliger Militäroffizier sein musste, nur noch aus den Reihen des aktiven Offizierskorps kommen durfte. Da der Heeresgeneralstab diese neue Regelung ablehnte, wurde Kigoshis schon sichere Beförderung zum General ausgesetzt und er wurde am 24. Juni 1913 zum Rücktritt veranlasst, 1914 erfolgte seine Versetzung in die Führerreserve. Von 1920 bis zu seinem Tod 1932 saß er im Oberhaus des japanischen Parlaments. Sein Grab ist auf dem Friedhof Aoyama in Tokio.